# پردن‌گون
پردنگون، روستایی است از توابع بخش مرزن‌آباد شهرستان چالوس در استان مازندران است

## جمعیت
این روستا در دهستان بیرون‌بشم قرار دارد و براساس سرشماری مرکز آمار ایران در سال ۱۳۸۵، جمعیت آن972 نفر (۲۵۲خانوار) بوده‌است. مردم پردنگون از قومیت طبری هستند. مردم پردنگون به زبان طبری با گویش چالوسی سخن می‌گویند.